# Fabián Estoyanoff
Fabián Larry Estoyanoff Poggio (Montevideo, 27 de septiembre de 1982) es un exfutbolista uruguayo que jugaba como mediocampista. Su último equipo fue el Centro Atlético Fénix de la Primera División de Uruguay. 
El 6 de diciembre de 2024 anunció su retiro del fútbol, tomando el cargo de Gerente Deportivo en Fénix.

## Trayectoria
Comenzó su carrera en Fénix donde debutó en primera división con Miguel Ángel Puppo como entrenador. Sus grandes actuaciones, hicieron que Peñarol lo fichara en el 2002, club del que es hincha y donde logró el Torneo Clasificatorio 2002. 
Al año siguiente ganó el Torneo Clausura 2003 y el campeonato uruguayo 2003.
En el verano de 2005 fue fichado por el Valencia de España, club en el que jamás debutó, para ser luego cedido al Cádiz CF, al Deportivo de La Coruña y en 2007 al Real Valladolid.  
En el mercado invernal del 2007 se fue a Peñarol y en septiembre de 2008 es fichado por el Panionios de Grecia. 
Volvió a Peñarol para disputar la temporada 2010-11, equipo con el cual consiguió llegar a la final de la Copa Libertadores 2011 con destacada participación, anotando incluso el gol del descuento del equipo en el partido de vuelta de cuartos de final ante Universidad Católica de Chile a falta de 5 minutos para el final, que le daba a Peñarol la clasificación directa a las semifinales, evitando así los eventuales penales.
Finalizado el préstamo, volvió al Panionios e intentó dejar el club pero los dirigentes le pidieron que se quedara. A fines del 2011 rescindió su contrato por deudas que el club mantenía con él, por el nacimiento de su primer hijo y su deseo de volver a su país. De esta manera, en los primeros días de enero firmó nuevamente con Peñarol. En su retorno obtendría el Campeonato Uruguayo 2012-13, marcando doce goles en esa temporada.
En el 2015 no renovó contrato con Peñarol, y se fue a jugar al Al-Nassr de Arabia Saudita, club que dirigía Jorge Da Silva, que ya había sido entrenador de Estoyanoff en el Club Atlético Peñarol.  
Jugó una temporada en Fénix, donde en 31 partidos disputados marcó 15 goles y 13 asistencias. Lo que lo impulsó a fichar por quinta vez con el Club Atlético Peñarol.
El 20 de agosto de 2017 concreta oficialmente su quinta etapa en el aurinegro, donde marcaría su gol número 50 en el contundente 4 a 0 sobre El Tanque Sisley; partido correspondiente a la primera fecha del Torneo Clausura. Con Peñarol logró un nuevo título, el Campeonato Uruguayo 2017, donde logró marcar 3 goles y 7 asistencias en 16 partidos.

## Selección nacional
Fue internacional con la Selección de Uruguay en 30 ocasiones, convirtiendo 4 goles. Participó en la Copa América 2001, 2004 (donde hizo uno de los mejores goles del campeonato) y Copa América 2007. También disputó partidos de eliminatorias.

### Participaciones en Copa América
| Copa              | Sede      | Resultado    | Partidos | Goles |
| ----------------- | --------- | ------------ | -------- | ----- |
| Copa América 2001 | Colombia  | Cuarto lugar | 2        | 0     |
| Copa América 2004 | Perú      | Tercer lugar | 2        | 2     |
| Copa América 2007 | Venezuela | Cuarto lugar | 1        | 0     |

## Clubes
| Club                            | País           | Año         |
| ------------------------------- | -------------- | ----------- |
| Fénix                           | Uruguay        | 2000 - 2002 |
| Peñarol                         | Uruguay        | 2002 - 2003 |
| Fénix                           | Uruguay        | 2004 - 2005 |
| Valencia                        | España         | 2005        |
| Cádiz (cedido)                  | España         | 2005 - 2006 |
| Deportivo de La Coruña (cedido) | España         | 2006 - 2007 |
| Real Valladolid (cedido)        | España         | 2007        |
| Peñarol (cedido)                | Uruguay        | 2008        |
| Panionios                       | Grecia         | 2008 - 2010 |
| Peñarol (cedido)                | Uruguay        | 2010 - 2011 |
| Panionios (cedido)              | Grecia         | 2011 - 2012 |
| Peñarol                         | Uruguay        | 2012 - 2015 |
| Al-Nassr                        | Arabia Saudita | 2015        |
| Fénix                           | Uruguay        | 2016 - 2017 |
| Peñarol                         | Uruguay        | 2017 - 2021 |
| Fénix                           | Uruguay        | 2021 - 2024 |

#### Hat-tricks
| 1 | 1 de febrero de 2009  | Estadio Nea Smyrni, Grecia              | Panionios - Panthrakikos Komotini | Gol · Gol · Gol | 3 - 0 | Superliga de Grecia 2009-10 |
| 2 | 21 de octubre de 2012 | Estadio Centenario, Uruguay             | Peñarol - El Tanque Sisley        | Gol · Gol · Gol | 4 - 0 | Campeonato Uruguayo 2012-13 |
| 3 | 19 de febrero de 2017 | Estadio Jardines del Hipódromo, Uruguay | Danubio - Fénix                   | Gol · Gol · Gol | 4 - 4 | Campeonato Uruguayo 2017    |

## Palmarés

### Títulos nacionales
| Título                  | Club     | País           | Año     |
| ----------------------- | -------- | -------------- | ------- |
| Torneo Clasificatorio   | Peñarol  | Uruguay        | 2002    |
| Torneo Clausura (1)     | Peñarol  | Uruguay        | 2003    |
| Campeonato Uruguayo (1) | Peñarol  | Uruguay        | 2003    |
| Torneo Clausura (2)     | Peñarol  | Uruguay        | 2008    |
| Torneo Apertura (1)     | Peñarol  | Uruguay        | 2012    |
| Campeonato Uruguayo (2) | Peñarol  | Uruguay        | 2012-13 |
| Liga Profesional Saudí  | Al-Nassr | Arabia Saudita | 2014-15 |
| Torneo Clausura (3)     | Peñarol  | Uruguay        | 2017    |
| Campeonato Uruguayo (3) | Peñarol  | Uruguay        | 2017    |
| Supercopa Uruguaya      | Peñarol  | Uruguay        | 2018    |
| Torneo Clausura (4)     | Peñarol  | Uruguay        | 2018    |
| Campeonato Uruguayo (4) | Peñarol  | Uruguay        | 2018    |
| Torneo Apertura (2)     | Peñarol  | Uruguay        | 2019    |

### Distinciones individuales
| Distinción                                                  | Año  |
| ----------------------------------------------------------- | ---- |
| Máximo asistidor del Torneo Apertura (5 asistencias)        | 2017 |
| Máximo goleador del Torneo Intermedio (5 goles)             | 2017 |
| Máximo asistidor del Torneo Clausura (7 asistencias)        | 2017 |
| Máximo asistidor del Campeonato Uruguayo (13 asistencias)   | 2017 |
| Máximo asistidor del Torneo Intermedio (8 asistencias)      | 2018 |
| Máximo asistidor del Campeonato Uruguayo (15 asistencias)   | 2018 |
| Parte del equipo ideal del Campeonato Uruguayo (Premio AUF) | 2018 |

## Carrera musical
En 2016 comenzó su carrera musical, de la mano de una artista local de Música Tropical, Majo y la del 13 (actual pareja del "Lolo").
Debutaron con su cover de "Somos tú y yo" el 8 de marzo de 2016. El 3 de agosto del mismo año publican su segundo tema juntos, "Boca atrevida". 
Durante la primavera del 2016, el día 13 de septiembre, sale a la luz su primer tema como solista, "Muchacho de barrio". El 5 de enero de 2018 se hace pública la tercera canción junto a Majo y la del 13, "Sol, playa y arena".